# Міхаель Юрак
Міхаель Юрак  (нім. Michael Jurack; нар. 14 лютого 1979) — німецький дзюдоїст, олімпійський медаліст.

## Виступи на Олімпіадах
| Олімпіада  | Дисципліна                  | Місце |
| ---------- | --------------------------- | ----- |
| Афіни 2004 | дзюдо, напівважка категорія | 3T    |